# Michu
Miguel Pérez Cuesta (Oviedo, 21 maart 1986) - alias Michu - is een Spaans voormalig voetballer die bij voorkeur als aanvaller speelde. Hij kwam één keer uit voor het Spaans voetbalelftal.

## Clubcarrière
Michu begon zijn profcarrière bij Real Oviedo, de club uit zijn geboortestad. Hij speelde 100 wedstrijden in het shirt van Real Oviedo. Daarna speelde hij vier jaar bij Celta de Vigo. In 2011 verruilde hij Celta de Vigo voor Rayo Vallecano. Na één jaar haalde Swansea City Michu weg uit Madrid. Hij tekende een driejarig contract bij Swansea City. Hij eindigde het seizoen met achttien doelpunten in 35 wedstrijden. Daarmee werd hij vijfde in het topscorersklassement, achter Robin van Persie, Luis Suárez, Gareth Bale en Christian Benteke. In de zomer van 2015 werd zijn contract bij Swansea City verbroken waarna hij een transfervrije overstap maakte naar UP Langreo, een Spaanse vierdeklasser.
In 2017 maakte Michu officieel bekend te stoppen met betaald voetbal. In 2018 werd hij aangesteld als directeur voetbal bij Langreo, waar zijn broer hoofdtrainer was. Per 1 april 2019 is hij bij zijn eerste club Oviedo een dienstverband aangegaan als technisch directeur.

## Interlandcarrière
Op 6 oktober 2013 werd Michu voor het eerst opgeroepen voor Spanje door Vicente del Bosque als vervanger voor de geblesseerde David Villa. Hij debuteerde vijf dagen later in de WK-kwalificatiewedstrijd tegen Wit-Rusland. Hij startte in de basiself als diepste spits en werd na 56 minuten vervangen door Álvaro Negredo. Vier minuten later scoorde Xavi het openingsdoelpunt van de wedstrijd. Een kwartier later verdubbelde Negredo de score. In de slotfase scoorde Wit-Rusland nog tegen, waardoor Spanje de partij met 2-1 won.
| Interlands van Michu voor Spanje | Interlands van Michu voor Spanje | Interlands van Michu voor Spanje | Interlands van Michu voor Spanje | Interlands van Michu voor Spanje | Interlands van Michu voor Spanje | Interlands van Michu voor Spanje |
| Nr.                              | Datum                            | Wedstrijd                        | Uitslag                          | Competitie                       | Goals                            | Assists                          |
| Als speler van Swansea City      | Als speler van Swansea City      | Als speler van Swansea City      | Als speler van Swansea City      | Als speler van Swansea City      | Als speler van Swansea City      | Als speler van Swansea City      |
| -------------------------------- | -------------------------------- | -------------------------------- | -------------------------------- | -------------------------------- | -------------------------------- | -------------------------------- |
| 1                                | 11 oktober 2013                  | Spanje – Wit-Rusland             | 2 – 1                            | WK-kwalificatie 2014             | 0                                | 0                                |

## Erelijst
| League Cup | 1x | 2012/13 |

## Persoonlijk
In november 2012 kocht Michu samen met Juan Mata en Santi Cazorla aandelen bij het noodlijdende Real Oviedo. Tezamen investeerden ze twee miljoen euro, zodat de club zou blijven bestaan.